# ألكسيا لانديا
ألكسيا لانديا (بالفرنسية: Alexia Landeau)‏ هي ممثلة فرنسية، ولدت في 12 فبراير 1975 بباريس في فرنسا. بدأت مشوارها المهني سنة 1995.

## أعمال

### أفلام
- (2006) ماري أنطوانيت[6]
- (2007) يومان في باريس
- (2012) يومان في نيويورك[7]

## وصلات خارجية
- ألكسيا لانديا على موقع IMDb (الإنجليزية)
- ألكسيا لانديا على موقع ألو سيني (الفرنسية)
- ألكسيا لانديا على موقع أول موفي (الإنجليزية)
- ألكسيا لانديا على موقع قاعدة بيانات الفيلم (الإنجليزية)
- ألكسيا لانديا على موقع كينوبويسك (الروسية)